# Заслуженный деятель искусств Республики Узбекистан
Заслуженный деятель искусств Республики Узбекистан (узб. Ўзбекистон Республикаси санъат арбоби) — почётное звание, присваиваемое представителям творческих профессий, имеющим заслуги в области литературы и искусства, а также подготовке и воспитании творческих кадров, за создание произведений, имеющих высокую художественную ценность, а также народным умельцам за создание выдающихся произведений народного творчества.
Среди удостоенных звания художник Рузы Чарыев, художественный руководитель Молодёжного театра Узбекистана Наби Абдурахманов, скульптор Джалалитдин Миртаджиев и др.

## Нагрудный знак
Нагрудный знак выполнен в форме круга диаметром 34 мм, толщиной 2,2 мм, из серебра 925 пробы, плакированного золотом. На аверсе надпись узб. SAN’AT ARBOBI, изображения палитры с кистями, скрипки и раскрытой книги в обрамлении лавровой ветви, на реверсе герб Узбекистана. Нагрудный знак соединяется с колодкой, покрытой муаровой лентой цветов государственного флага.